# Tone (Angleterre)
Pour les articles homonymes, voir Tone.
La rivière Tone est un cours d'eau anglais d'une longueur de 33 km qui coule dans le comté du Somerset. Elle est un affluent de la rivière Parrett.